# Digital Visual Interface
Digital Visual Interface, сокр. DVI (с англ. — «цифровой видеоинтерфейс») — стандарт на интерфейс, предназначенный для передачи видеоизображения на цифровые устройства отображения, такие как жидкокристаллические мониторы, телевизоры и проекторы. Разработан консорциумом Digital Display Working Group.

## История
Первые версии видеоинтерфейсов, такие как MDA, CGA и EGA, были цифровыми. Но в видеоадаптере VGA с его 18-битным цветом пришлось перейти на аналоговую передачу сигналов (три линии сигналов RGB для электронных пушек плюс стандартные управляющие сигналы кадровой и строчной развёрток) — подобная система имела большой запас по передаваемой полосе частот, вполне достаточной для всех существовавших систем отображения.
Действительно, интерфейс VGA просуществовал на рынке без изменений более 10 лет, за это время количество пикселей увеличилось с 640×480 до 1280×1024. К концу 1990-х плазменные панели увеличились до размеров большого телевизора, и ЖК-мониторы были достаточно отработаны в ноутбуках; те и другие использовали для управления и вывода информации на экран исключительно цифровые сигналы. Поэтому в 1999 году была представлена спецификация цифровой передачи сигналов изображения DVI. Предполагалось, что ЭЛТ-мониторы ещё несколько лет будут существовать (как на рынке, так и на рабочих столах пользователей), поэтому в стандарт были включены линии VGA.
Интерфейс DVI появился в продуктах в 1999 году. Одним из первых мониторов DVI был оригинальный Cinema Display от Apple, выпущенный в 1999 году.
На сегодняшний день DVI-порты (как и VGA) утратили былую популярность и на многих устройствах, таких как ноутбуки, видеокарты, ТВ и мониторы, содержится только порт HDMI. Также в качестве иного варианта может присутствовать DisplayPort.

## Технические подробности
Формат данных, используемый в DVI, основан на PanelLink — формате последовательной передачи данных, разработанном фирмой Silicon Image. Использует технологию высокоскоростной передачи цифровых потоков TMDS (Transition Minimized Differential Signaling — дифференциальная передача сигналов с минимизацией перепадов уровней) — три канала, передающие потоки видео и дополнительных данных, с пропускной способностью до 3,4 Гбит/с на канал.
Максимальная длина кабеля не указана в спецификации DVI, потому что она зависит от количества передаваемой информации. Кабель длиной 10,5 м можно использовать для передачи изображения с разрешением до 1920×1200 точек. По кабелю длиной 15 метров получится передать в нормальном качестве изображение с разрешением 1280×1024 точек. Для усиления сигнала при передаче по кабелю большой длины применяются специальные устройства. При их использовании длина кабеля может быть увеличена до 61 м (в случае использования усилителя с собственным источником питания).
Single link (одинарный режим) DVI использует четыре витых пары проводов (красный, зелёный, синий и тактовый сигнал), обеспечивающих возможность передавать 24 бита на пиксель. С ним может быть достигнуто максимальное возможное разрешение 1920×1200 (60 Гц)
Dual link (двойной режим) DVI удваивает пропускную способность и позволяет получать разрешения экрана 2048×1536, 2560×1080, 2560×1600. Поэтому для самых крупных ЖК-мониторов с большим разрешением (с экраном более 30 дюймов) нужна видеокарта с двухканальным выходом DVI-D Dual-Link. Если у монитора максимальное разрешение экрана 1280×1024, то подключать его кабелем dual link не имеет смысла, поскольку он предназначен для мониторов с бо́льшим разрешением.

### Виды DVI
- DVI-I (I — Integrated, совмещенный) — аналоговая и цифровая передача.
- DVI-D (D — Digital, цифровой) — только цифровая передача.
- DVI-A Single Link (A — Analog, аналоговый) — только аналоговая передача.

Видеокарты только с аналоговым DVI-A-разъёмом не поддерживают мониторы, соответствующие цифровому стандарту DVI-D. Поскольку монитор не имеет аналогового канала связи, а в кабеле нет цифрового, получить изображение, пусть даже и через переходник, не получится. Такую ситуацию можно сравнить с подключением современного телевизора к разъёму VGA старого компьютера. Для перевода аналогового сигнала DVI-A в цифровой DVI-D можно использовать специальные конвертеры.
Видеокарту с DVI-I-разъёмом можно подключить к DVI-D-монитору (кабелем с двумя коннекторами DVI-D), точно так же и наоборот: монитор с поддержкой DVI-I будет получать сигнал по DVI-D-кабелю.
С интерфейсов DVI-I и DVI-A возможен переход на VGА с использованием пассивного переходника. На современных же видеокартах с разъёмом DVI-D использование таких пассивных переходников невозможно.

## Спецификация

### Цифровая передача
- Минимальная тактовая частота: 21,96 МГц
- Максимальная тактовая частота в одинарном режиме: 165 МГц
- Максимальная тактовая частота в двойном режиме: зависит от TMDS-передатчика и от толщины и длины кабеля
- Передаётся пикселей за такт: 1 (одинарный режим) или 2 (двойной)
- Битов в пикселе: 24 (одинарный режим) или 25—48 (двойной, если передается 1 пиксель за такт)
- Примеры режимов single link:
  - Поддерживаются и большие разрешения как пример (2560х1080) на мониторе LG UltraWide главное чтобы поддерживала видеокарта
  - HDTV (1920×1080), частота 60 Гц с 5 % пропускной способности, идущей на гашение (131 МГц)
  - WUXGA (1920×1200), частота 60 Гц (154 МГц)
  - UXGA (1600×1200), частота 60 Гц с гашением по стандарту GTF (англ. Generalized Timing Formula) (161 МГц)
  - SXGA (1280×1024), частота 85 Гц с гашением по стандарту GTF (159 МГц)
- Примеры режимов dual link:
  - QXGA (2048×1536), частота 75 Гц с гашением по стандарту GTF (2×170 МГц)
  - HDTV (1920×1080), частота 85 Гц с гашением по стандарту GTF (2×126 МГц)
  - WQXGA (2560×1600), частота 60 Гц
  - WUXGA (1920×1200), частота 120 Гц (2×154 МГц)

### Аналоговая передача
- Пропускная способность RGB-сигнала ЦАП современной видеокарты — 400 МГц. Тем не менее, видеокарты на основе XGI Volari XP10 работают на 420 МГц, а самая высокая частота ЦАП достигнута на видеокарте «BarcoMed 5MP2 Aura 76Hz» и составляет 550 МГц[6][значимость факта?].

### Разъём
| 1  | 2  | 3  | 4  | 5  | 6  | 7  | 8  |    | C1 | C2 |
| 9  | 10 | 11 | 12 | 13 | 14 | 15 | 16 | C5 | C5 |    |
| 17 | 18 | 19 | 20 | 21 | 22 | 23 | 24 | C3 | C4 |    |

| Контакт | Название                      | Назначение                                          |
| ------- | ----------------------------- | --------------------------------------------------- |
| 1       | Данные TMDS 2-                | Digital red − (1-й канал)                           |
| 2       | Данные TMDS 2+                | Digital red + (1-й канал)                           |
| 3       | Данные TMDS 2/4 shield        |                                                     |
| 4       | Данные TMDS 4−                | Digital green − (2-й канал)                         |
| 5       | Данные TMDS 4+                | Digital green + (2-й канал)                         |
| 6       | Строб DDC                     |                                                     |
| 7       | Данные DDC                    |                                                     |
| 8       | Аналоговая кадровая развёртка |                                                     |
| 9       | Данные TMDS 1−                | Digital green − (1-й канал)                         |
| 10      | Данные TMDS 1+                | Digital green + (1-й канал)                         |
| 11      | Данные TMDS 1/3 shield        |                                                     |
| 12      | Данные TMDS 3−                | Digital blue − (2-й канал)                          |
| 13      | Данные TMDS 3+                | Digital blue + (2-й канал)                          |
| 14      | +5 В                          | Питание для монитора в спящем режиме                |
| 15      | Заземление                    | Земля для контактов 14, 8 и C4                      |
| 16      | Определение подключения       |                                                     |
| 17      | Данные TMDS 0−                | Digital blue − (1-й канал) и цифровая синхронизация |
| 18      | Данные TMDS 0+                | Digital blue + (1-й канал) и цифровая синхронизация |
| 19      | Данные TMDS 0/5 shield        |                                                     |
| 20      | Данные TMDS 5−                | Digital red − (2-й канал)                           |
| 21      | Данные TMDS 5+                | Digital red + (2-й канал)                           |
| 22      | Экранирование строба TMDS     |                                                     |
| 23      | Строб TMDS +                  | Digital clock + (1-й и 2-й каналы)                  |
| 24      | Строб TMDS −                  | Digital clock − (1-й и 2-й каналы)                  |
| C1      | Аналоговый красный сигнал     |                                                     |
| C2      | Аналоговый зелёный сигнал     |                                                     |
| C3      | Аналоговый синий сигнал       |                                                     |
| C4      | Аналоговая строчная развёртка |                                                     |
| C5      | Аналоговый — земля (GND)      | Земля для аналоговых красного, зелёного и синего    |

## Звук через DVI
С 2008 года производители видеоплат постепенно обновляют контроллер для поддержки HDMI-выхода в дополнение к DVI. В связи с электрической и контактной совместимостью между DVI и HDMI для вывода данных через DVI на HDMI-совместимое устройство (например, телевизор) с использованием функций HDMI (например, передача звука) требуется переходник.

## Совместимость с HDMI
При помощи пассивного переходника порт DVI совместим с HDMI в пределах режимов, которым достаточно single-link DVI-D. Режимы высокого разрешения несовместимы, так как DVI для этого использует dual-link, а HDMI — более высокую скорость передачи. Также у HDMI нет возможности передавать аналоговый сигнал как у DVI-A.